# Pierre Juquin
Pierre Juquin, né le 22 février 1930 à Clermont-Ferrand, est un homme politique français.
Membre du Parti communiste français, il siège à trois reprises à l'Assemblée nationale, comme député de la troisième circonscription de l'Essonne, entre 1967 et 1981.
Exclu du PCF en 1987, il se présente à l'élection présidentielle de 1988 avec le soutien du Parti socialiste unifié et la Ligue communiste révolutionnaire : il arrive en septième position avec 2,1 % des suffrages exprimés, derrière le candidat du PCF, André Lajoinie (6,8 %).
Il participe dans la foulée à la fondation de l'Alternative rouge et verte, puis rejoint Les Verts et Europe Écologie Les Verts.

## Biographie

### Origines, études et formation
Pierre Juquin est le fils d'un employé de la SNCF.
Il est admis à l'École normale supérieure en 1951 et obtient l'agrégation d'allemand en 1955, classé deuxième sur quinze.

### Carrière d'enseignant
Il enseigne d'abord au lycée Marcel Roby à Saint-Germain-en-Laye en 1958 puis au lycée Lakanal de Sceaux de 1959 à 1966.

### Parcours politique
Condisciple à l'ENS d'Emmanuel Le Roy Ladurie, il adhère au Parti communiste français et se distingue, dès 1959, lors de la campagne pour les élections municipales. Membre du comité fédéral de la Seine-Sud, fédération dont relevait son lycée, il fait alors la connaissance de Georges Marchais et entre en mai 1964, lors du XVIIe congrès, au comité central du PCF comme membre suppléant. Il défend durant cette période la ligne orthodoxe, notamment lors des affrontements au sein de l'Union des étudiants communistes. Militant au Syndicat national des enseignements de second degré, il participe activement à la prise de la majorité par les communistes à son congrès de 1967. Il devient titulaire du comité central à l'issue du XVIIIe congrès en janvier 1967.
Il est élu député de la troisième circonscription de l'Essonne en 1967, avant d'être battu en juin 1968. Il retrouve son siège en 1973 et le conserve jusqu'en 1981. Comme député, il fait partie en 1976 des parlementaires qui saisissent le Conseil constitutionnel pour obtenir l'invalidation de la loi autorisant la visite des véhicules en vue de la recherche et de la prévention des infractions pénales.
Il intègre comme suppléant le bureau politique du comité central en 1979 lors du XXIIIe congrès et devient membre titulaire lors du congrès suivant en 1982. Il prend entre-temps la tête du bureau de presse et d'information, chargé de la propagande.
Représentant le courant « rénovateur », il entre publiquement en désaccord avec la direction à l'occasion du XXVe congrès du PCF de février 1985. Il propose une orientation nouvelle pour le parti et la gauche : « Le socialisme sera autogestionnaire ou ne sera pas. » Il n’est pas réélu au bureau politique, mais reste membre du comité central et se voit confier la direction de la section de l’action pour la paix et le désarmement.
Il démissionne du Comité central en juin 1987 en déclarant vouloir travailler pour la naissance d’un mouvement capable de rassembler les sympathisants de gauche ne se reconnaissant pas dans le PCF ou dans le PS. Il est finalement exclu du PCF en octobre 1987, après avoir annoncé sa candidature à l'élection présidentielle de 1988, avec le soutien du Parti socialiste unifié, de la Ligue communiste révolutionnaire, de la Fédération pour une gauche alternative et d'une minorité des militants de SOS Racisme,,. Il est alors « le porte-drapeau d'un mouvement où cohabitent d'anciens membres du PCF, des trotskistes, des écologistes et des inorganisés. » Malgré les nombreux comités d'initiative et de soutien (CIS) qui se créent en France à cette occasion, il obtient 2,10 % des suffrages exprimés au premier tour (contre 6,76 % pour le candidat du PCF, André Lajoinie),.
Pierre Juquin poursuit sa réflexion sur la crise du communisme et choisit d'encourager une écologie socialiste aux côtés de Carlos Antunes et Wilfried Telkämper. Le 26 novembre 1989, son mouvement issu de l'élection présidentielle, Nouvelle gauche pour le socialisme, l'écologie et l'autogestion, fusionne pour créer l'Alternative rouge et verte. Il adhère aux Verts en 1991. En 2006, au cours de la primaire socialiste, il appelle à voter pour Laurent Fabius, mais annonce publiquement son refus de soutenir Ségolène Royal. Lors des élections régionales de 2010 en Auvergne, il s’est engagé en tant que président du comité de soutien de la liste Europe Écologie conduite par le naturaliste Christian Bouchardy.

## Détail des mandats et fonctions

### À l’Assemblée nationale
- 3 avril 1967 – 30 mai 1968 : député de la troisième circonscription de l'Essonne[15].
- 2 avril 1973 – 22 mai 1981 : député de la troisième circonscription de l'Essonne[16],[17].

### Au sein du PCF
- Devient membre suppléant du comité central du Parti communiste français en 1964, puis membre titulaire en 1967.
- Devient membre suppléant du bureau politique du comité central en 1979, puis membre titulaire en 1982 ; est alors porte-parole du parti[18], responsable du bureau de presse et information et de la propagande.
- Exclu du bureau politique en 1984 et du PCF en 1987.

## Œuvres

### Ouvrages
- 1963 : Vivre ou périr[19]
- 1971 : Le Sens du réel - Un communisme pour notre temps, éditions Grasset[20]
- 1973 : Propositions pour reconstruire l'école, Éditions sociales[21]
- 1975 : Liberté, éditions Grasset[22]
- 1983 : Le Grand Défi. Produire français, Éditions sociales[23]
- 1985 : Autocritiques, éditions Grasset[24]
- 1987 : Fraternellement libre, éditions Grasset[25]
- 1990 : Pour une alternative verte en Europe
- 2006 : De battre mon cœur n'a jamais cessé, éditions Archipel[26]
- 2007 : C'étaient les Rouges, éditions Scali[27]
- 2012 : Pierre Juquin, Aragon : un destin français. I, Le temps des rêves 1897-1939, Paris, La Martinière jeunesse, 2012 (ISBN 978-2-7324-4924-1, BNF 43526899).
- 2013 : Pierre Juquin, Aragon : un destin français. II, L'Atlantide, 1939-1982, Paris, La Martinière Groupe, 2013 (ISBN 978-2-7324-5828-1, BNF 43586714).  « Lire en ligne »

### Articles
- 1967 : « Pour que la gauche gouverne », revue La Nouvelle Critique[28]

## Filmographie
- 2009 : il est le personnage central du documentaire sur l'Auvergne Terre d'usage de Marc-Antoine Roudil et Sophie Bruneau[29].

## Citations
En tant que porte-parole de l'évolution du Parti communiste français sur la question homosexuelle, on lui doit quelques déclarations :
- « La couverture de l'homosexualité ou de la drogue n'a jamais rien eu à voir avec le mouvement ouvrier. L'une et l'autre représentent même le contraire du mouvement ouvrier[30],[31]. » (1972)
- « L'homosexualité existe. Sa nature fait encore l'objet d'études et de controverses scientifiques. Elle englobe des phénomènes complexes touchant à la connaissance de l'être humain. Les jugements moraux portés sur elle varient beaucoup selon les civilisations : que l'on songe à l'Inde ou à la Grèce antique[32]. » (1977)

Il fut invité à une émission Apostrophes de Bernard Pivot qui avait pour thème principal la tolérance. À la demande du journaliste à chaque invité, au début de l'émission, d'une définition de l'intolérance, Juquin répond : 

« C'est le refus de reconnaître la liberté des autres, c'est-à-dire leur droit à exister différemment. »